# Lepthyphantes beckeri
Lepthyphantes beckeri là một loài nhện trong họ Linyphiidae.
Loài này thuộc chi Lepthyphantes. Lepthyphantes beckeri được Jörg Wunderlich miêu tả năm 1973.